# Осувець (Куявсько-Поморське воєводство)
Осувець (пол. Osówiec) — село в Польщі, у гміні Сіценко Бидґозького повіту Куявсько-Поморського воєводства.
Населення — 1283 особи (2011).
У 1975-1998 роках село належало до Бидгощського воєводства.

## Демографія
Демографічна структура станом на 31 березня 2011 року:
|          | Загалом | Допрацездатний вік | Працездатний вік | Постпрацездатний вік |
| -------- | ------- | ------------------ | ---------------- | -------------------- |
| Чоловіки | 626     | 151                | 423              | 52                   |
| Жінки    | 657     | 141                | 399              | 117                  |
| Разом    | 1283    | 292                | 822              | 169                  |